# 578168 Miaochangwen
578168 Miaochangwen è un asteroide della fascia principale. Scoperto nel 2013, presenta un'orbita caratterizzata da un semiasse maggiore pari a 2,629393 UA e da un'eccentricità di 0,146227, inclinata di 12,104154° rispetto all'eclittica.